# Gustaf Kosina
Gustaf Kosina rođen je u Tilsit (nekadašnja Istočna Pruska) 1858. godine. Bio je diplomirani lingvista, ali iako je radio u biblioteci pokušavao da se zaposli kao arheolog. To mu je pošlo za rukom i 1902. godine postaje profesor praistorija na Berlinski Univerzitet. Osnovao je 1909. Nemačko društvo za praistoriju, koje je kasnije promenilo naziv u Društvo za Nemačku praistoriju. Kosina je bio pripadnik kulturno-istorijskog pravca u arheologiji. U Evropskoj arheologiji on se danas vodi kao suparnik Gordona Čajlda (eng. Vere Gordon Childe), iako su obojica pripadali istom pravcu. Ceo život je pokušavao da pronađe odgovor na pitanje gde je prapostojbina Germana, a u kasnijem radu i da dokaže svima svoje pretpostavke.

## Biografija
Gustaf Kosina rođen je u današnjem gradu Tilsit (današnji Sovjetsk) na prostoru nekadašnje Istočne Pruske. Bio je drugi sin školskog učitelja Hermana i Natali Kosine. Studirao je lingvistiku, istoriju i geografiju. Odbranio je doktorat 1881. na univerzitetu u Strazboru sa temom O najstarijim pisanim spomenicima visokofranačkog jezika (nem. Über die ältesten hochfränkischen Sprachdenkmäler). Kao diplomirani filolog devedesetih godina devetnaestog veka, upleo se u veliku lingvističku raspravu- odakle potiču indoevropski jezici. Ova rasprava ga je i dovela do arheologije, i do želje da sam dokaže poreklo Germana. Na sebe je preuzeo odgovornost i životni cilj da dokaže poreklo i najstarije širenje Germana. Ujedno je to smatrao i svojim životnim delom. Iako je rado u bibliotekama u Bonu, Haleu, Lajpcigu i Berlinu on se od 1894. godine intenzivnije bavi arheologijom i do 1902. pokušava da se zaposli kao arheolog, što mu je na kraju pošlo za rukom. Nakon smrti Rudolfa Firhova, Kosini otvaraju katedru nemačke praistorije na Berlinskom Univerzitetu. Osim osnivača Nemačkog društva za praistoriju on je jedan od osnivača časopisa Mannus i borac protiv Römlinge arheologa (arheologa koji su se bavili rimskim limesom).
Manifestom je predstavio temelje svog rada , na predavanju održanom u Kaselu 1895. godine. „Praisotrijsko rasprostranjenje Germana u Nemačkoj” (nem. Die vorgeschichtliche Ausbreitung der Germanen in Deutschland) je bilo predavanje koje je Kosina održao sa prevelikim žarom kada je govorio o nemačkoj „nacionalnoj praistoriji” i pokazao je kako je dubiozno shvatao koncept arheološke kulture. Kossinina rešenja problema prapostojbine Indoevropljana, i njegov metod istraţivanja opširno su predstavljeni u radovima Die Herkunft der Germanen. Zur Methodik der Siedlungsarchaeo-logie (1911) i Ursprung und Verbreitung der Germanen in vor-und fruhgeschichtlicher Zeit (1926). On tvrdi da je prapostojbina Indoevropljana, ili, rečeno njegovim sopstvenim recima, „prapostojbina Indogermana", bila u obalsti Meklenburga, Šlezvig-Holštajna, Jitlanda, danskih ostrva i južne Švedske, a ta granica u bronzanom dobu jasno je izdvojena megalitima, koje shvata kao etnografsku granicu.
„Rasprostiranje specifične nordijske kulturne bronze istovremeno je rasprostiranje Germana” 
"Nemački narod i nemačka kultura, u svojoj snažnoj nadmoćnosti, nemaju potrebeda, radi podrške daljem rasprostiranju ili osiguranja svog postojanja, posežu za titu-lom posednika hiljadugodišnje praistorije, kao što su to učinile druge nacije silujući istorijske činjenice. Nas Nemce, a sa nama i sve članove germanskih plemena može toispuniti ponosom i moramo se diviti snazi malog nordijskog pranaroda (Urvolkes) kada vidimo kako su njegovi sinovi u prastarom dobu i iskonu osvojili čitavu Skandinaviju i Nemačku, a u srednjem veku proširili se po Evropi, u novijem vremenu podalekim delovima sveta"
Zasluge za Kosinino razmišljanje i shvatanje kontinuiteta življenja na prostoru današnje Nemačke i Skandinavije treba prepisati Oskaru Montelijusu i njegovoj krilatici da "kulturni kontinuitet pokazuje kontinuitet stanovništva".

## Značaj u arheologiji
Kosina je pridao značaj arheologiji jer je na taj način mogao da dokaže svoje ciljeve. Arheologija mu je pružala opipljive informacije i izvore koje nijedna druga nauka nije mogla da ostvari. Hteo je da tada poljuljanu fizičku antropologiju, bar u Nemačkoj zameni arheologijom.
"Vodeći princip, čija je tačnost za ranoistorijska vremena oprobana hiljadu puta,uvek dokazivana ponovo, takođee važi za blisko ograni čene kao i za dalje praistorijske periode i pokazuje svoju valjanost, je sledeći: Oštro definisane arheološke kulturneoblasti (Kulturprovinzen), odgovaraju u svim vremenima različitim narodima i plemenima teritorije kultura su teritorije naroda (Kulturgebiete sind Volk- sgebiete), a kulturne provincije odgovaraju plemenima" (Kulturprovinzen sind Völkkerstämme)
Kosina je na centralno mesto istraživanja arheologije postavio koncept kulture i nacionalne praistorije. Dok je od Montelijusa preuzeo tipološki metod i samim tim obraćao više pažnju na samu tipologiju, a ne na stratigrafiju i zatvorene celine. Kosina je bio zagovornik ideje o migraciji i promeni kulturne. On je takođe definisao pojam arheološke kulture i dao mu snažnu etničku dimenziju. Promenio je i skorz okrenuo pravce pružanja strelica migracionističkih i difuzionističkih areholoških mapa.

## Knjige
- Praistorija Germana (Vorgesschischte der Germanen) (1911)
- Nemačka praistorija,izrazito nacionalna disciplina (Die deutsche Vorgeschichte, eine hervorragend nationale Wissenschaft) (1912)
- Nemačka istočna teritorija, prapostojbina Germana(Die deutscheOstmark ein Urheimatboden der Germanen)

## Literatura
- Александар Палавестра, Културни контексти археологије, Филозофски факултет, Београд. 2011.  978-86-86563-86-6.
- Bjernar Olsen, Od predmeta do teksta. Teorijske perspektive arheoloških istraživanja, Geopoetika, Beograd, 2002
- Bandović Aleksandar, Gustaf Kosina i koncept kulture u arheologiji, Etnoantropološki problemi 7/3: 625–645, 2012